# 锡凯拉坎波斯
锡凯拉坎波斯是巴西巴拉那州的一个市镇。总面积278.035平方公里，总人口17293人，人口密度62.2人/平方公里。